# Zhaxi Co
Zhaxi Co (kinesiska: Zhaxi Cuo, 扎西错) är en sjö i Kina. Den ligger i den autonoma regionen Tibet, i den sydvästra delen av landet, omkring 640 kilometer nordväst om regionhuvudstaden Lhasa. Omgivningarna runt Zhaxi Co är i huvudsak ett öppet busklandskap.
Genomsnittlig årsnederbörd är 327 millimeter. Den regnigaste månaden är augusti, med i genomsnitt 86 mm nederbörd, och den torraste är december, med 4 mm nederbörd.